# パンコムギ
パンコムギ、麺麭小麦（bread wheat, 学名: Triticum aestivum）あるいは普通コムギ（common wheat）は、栽培種のコムギの一種である。種小名の aestivum はラテン語で「夏の」を意味する。

## コムギおよびコムギ品種の命名および分類
ヒトの選抜により非常に多くのコムギの品種が生まれている。この多様性はコムギの命名において混乱を招いている。これは命名が遺伝的および形態学的特徴の双方に基づいて行われているためである。詳細はコムギの分類を参照のこと。

### 一般的な栽培品種
- Albimonte [1]
- Manital [1]

## 進化
パンコムギは異質6倍体（3種の異なる植物種由来の6組のゲノムを持つ異質倍数体）である。脱穀が容易な（易脱穀性）パンコムギは、脱穀しにくい（難脱穀性）スペルトコムギ (Triticum spelta) の近縁種である。スペルタコムギと同様に、タルホコムギ (Aegilops tauschii) 由来の遺伝子によりパンコムギはほとんどのコムギよりも優れた耐寒性を獲得しており、世界の温帯地域の至る所で栽培されている。

## 歴史
パンコムギは完新世初期の間に西アジアで初めて栽培化され、先史時代にここから北アフリカ、ヨーロッパ、東アジアに広がっていった。コムギは16世紀にスペイン人宣教師によって初めて北米にもたらされたが、穀物の主要な輸出国としての北米の役割は1870年代にプレーリーの植民地化から始まった。第一次世界大戦中、ロシアからの穀物の輸出が止まると、カンザスの穀物生産量は倍増した。世界的に、パンコムギは現代の工業的パン焼きとよく適合し、特にヨーロッパでかつてはパンの原料として一般的に使われていたその他のコムギやオオムギやライムギに取って代わった。

## 育種
現代のコムギ品種は茎が短い。これは細胞を伸長させる植物ホルモンであるジベレリンに対する植物の感受性を減少させるRHt矮化遺伝子の結果である。RHt遺伝子は、日本で育成されたコムギ品種の小麦農林10号からノーマン・ボーローグによって1960年代に現代のコムギ品種に導入された。多量の化学肥料を与えると茎が高く生長しすぎるため、風などによる倒伏を防止するために短い茎が好まれるからである。また、茎の高さを適度に保つことは、機械化された現代的な収穫技術に適合させるという意味でも重要である。

## パンコムギのその他の形態

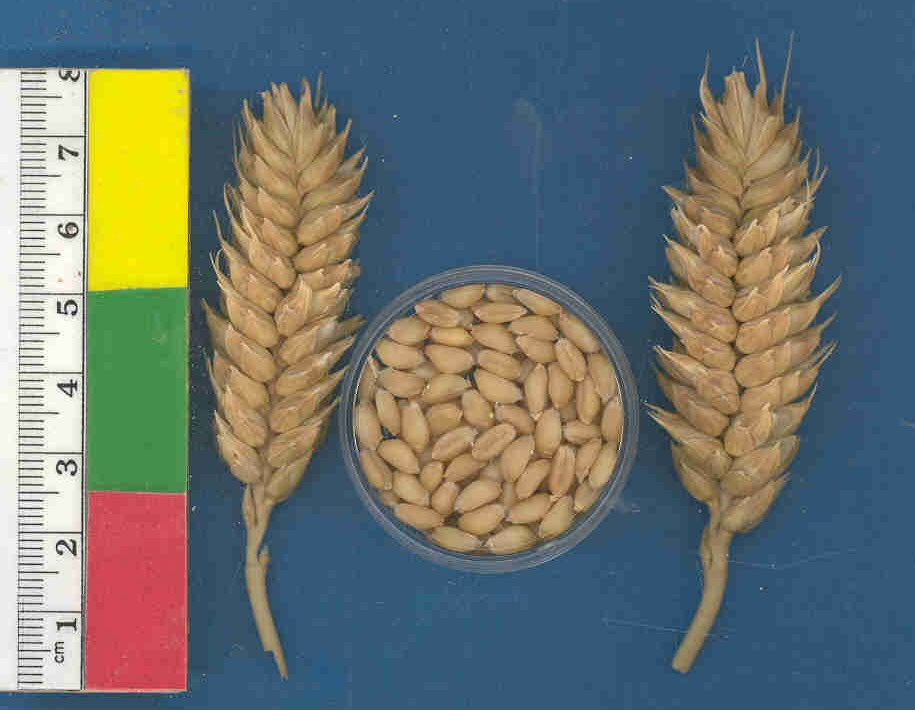
小型のコムギの穂

小型のコムギ（例えばクラブコムギ、英: club wheat Triticum compactum、インドではT. sphaerococcum）は、パンコムギの近縁種であるが、より小型の穂を持っている。これらの種の穂軸部はより短いため、小穂はより密に集っている。小型のコムギは単独種ではなく、しばしばパンコムギの亜種 (T. aestivum subsp. compactum) と見做されている。

## パンコムギを使って作る食品
- パン、パン粉
- ジャイアントクスクス
- ソフト麺
- ラーメン